# Avenida del General Perón
La avenida del General Perón es una vía urbana de la ciudad española de Madrid. Fue nombrada en honor al expresidente argentino como muestra de agradecimiento por la ayuda que prestó al país en la época de la posguerra.

## Denominación y características

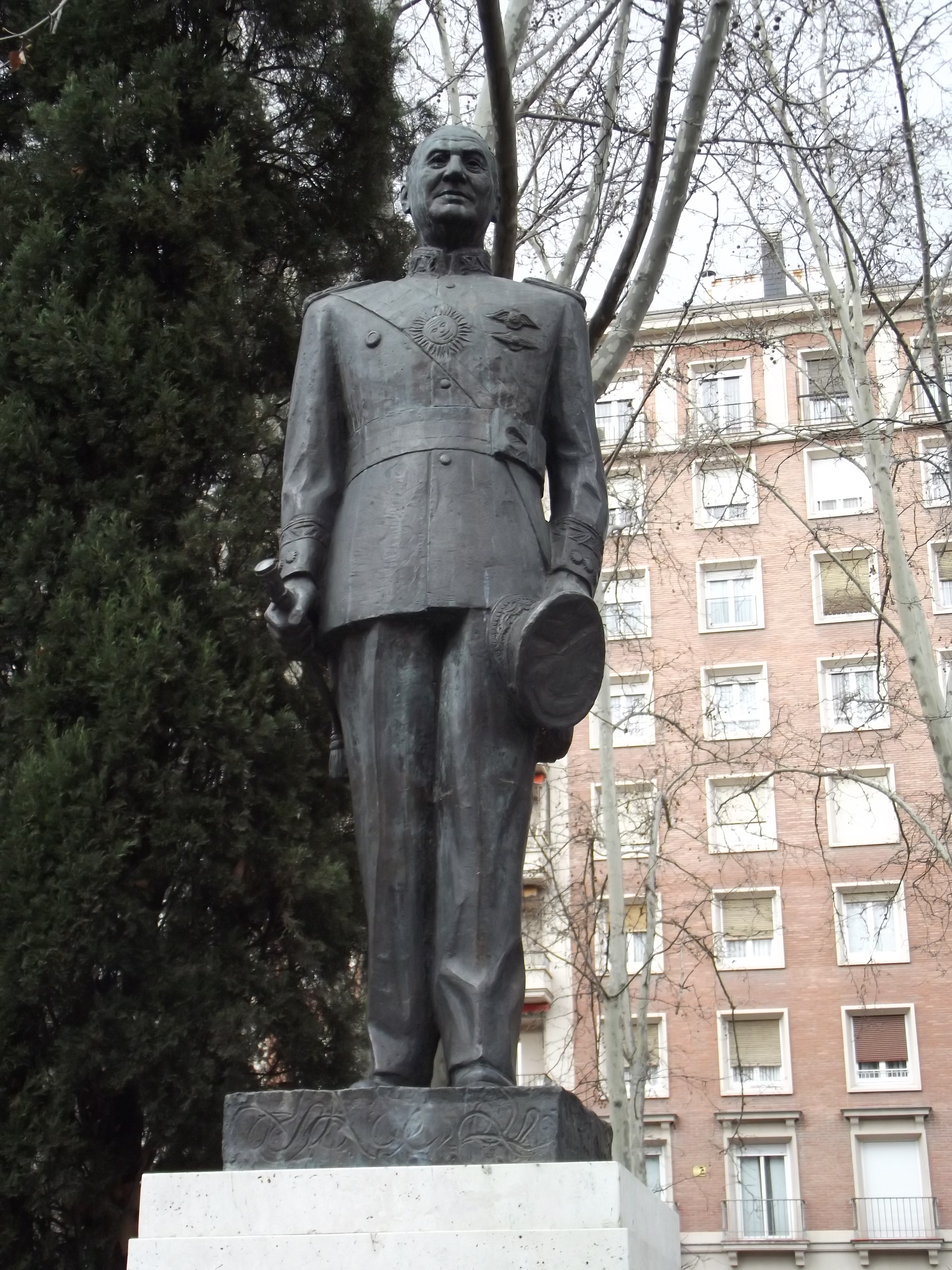
Estatua de Juan Domingo Perón, situada en los jardines de la avenida, entre las respectivas intersecciones con Julián Besteiro y Orense, obra de Agustín de la Herrán Matorras y levantada en 1975.

La vía, que discurre entre la calle de la Infanta Mercedes y el paseo de la Castellana (en la llamada plaza de Lima), discurre enteramente por el distrito de Tetuán, en el barrio administrativo de Cuatro Caminos, en sentido oeste-este, empezando sus impares y pares por el 1 y el 2 y finalizando respectivamente en el 31 y 44. La vía, que forma un eje de comunicación de la ciudad oeste-este junto con la avenida de Concha Espina, fue dada de alta en el callejero con el nombre de «avenida del General Perón» en 1948, en honor al general Juan Domingo Perón, presidente en varias ocasiones de la República Argentina.
Planteada la avenida para dar peso al Ensanche de la Castellana, su apertura resultó a la postre una «solución de compromiso» entre el Plan Bidagor y su siguiente revisión urbanística. Tras permanecer por un tiempo la gran finca situada en la intersección con el paseo de la Castellana (resguardada por un gran muro), se construyeron sobre estos terrenos el Palacio de Congresos y Exposiciones y los jardines circundantes.
En las viviendas de la nueva calle fueron realojadas 75 familias que habitaban la zona de quintas, situada entre el paseo de la Castellana y el barrio de Cuatro Caminos. En 1962 todavía se encontraba en obras. Es una de las calles que limitan la supermanzana de AZCA, donde se encuentran algunos de los rascacielos más destacados de la capital.